# Matilde Charro
Matilde Charro Mendoza (L'Avana, 14 marzo 1953) è un'ex cestista cubana.

## Carriera
Con Cuba ha disputato i Giochi olimpici di Mosca 1980 e due edizioni dei Campionati mondiali (1971, 1983).